# Pont Hakuchō
Le pont Hakuchō (白鳥大橋, Hakuchō ō-hashi) inauguré en 1998 franchit la baie d'Uchiura dans la ville de Muroran au Japon.